# Brooklyn Municipal Building
El Justice Ruth Bader Ginsburg Municipal Building (anteriormente Brooklyn Municipal Building) se construyó en 1924 en Brooklyn, Nueva York (Estados Unidos). Diseñado por McKenzie, Voorhees & Gmelin, la construcción costó 5 800 000 dólares. Está ubicado en 210 Joralemon Street, en Downtown Brooklyn. Contiene una sucursal de la oficina del secretario de la ciudad de Nueva York (incluido un detalle de la Oficina de Matrimonios de la ciudad de Nueva York) y sucursales de los Departamentos de Edificios, Libertad Condicional, Finanzas y Protección Ambiental. En julio de 2012, la Comisión de Preservación de Monumentos aprobó una actualización de los primeros pisos y agregó mucha señalización comercial. En 2016 se ha realizado la reforma en dos niveles de sótano y dos plantas. El edificio cambió de nombre oficialmente el lunes 15 de marzo de 2021 en una ceremonia que incluyó al alcalde, al presidente del condado de Brooklyn y a los familiares de la juez de la Corte Suprema Ruth Bader Ginsburg.

## Cambio de nombre
En 2020, se anunció que el edificio pasaría a llamarse Ruth Bader Ginsburg, quien nació y se crio en Brooklyn. El alcalde de la ciudad de Nueva York, Bill de Blasio, atribuyó este honor a las "grandes cosas en el escenario mundial" que había hecho este habitante de Brooklyn.
El lunes 15 de marzo de 2021, el edificio municipal de Brooklyn recibió el nombre de la jueza de la Corte Suprema de los Estados Unidos, Ruth Bader Ginsburg, en una ceremonia a la que asistieron el alcalde Bill de Blasio, la primera dama Chirlane McCray, el presidente del condado de Brooklyn, Eric Adams, y la familia de Bader Ginsburg. Adams presentó por primera vez el cambio de nombre al alcalde en una carta del 20 de septiembre de 2018 que citaba las muchas conexiones de Ginsburg con el condado.